# Ophiarachnella similis
Ophiarachnella similis är en ormstjärneart som först beskrevs av Jean Baptiste François René Koehler 1905.  Ophiarachnella similis ingår i släktet Ophiarachnella och familjen Ophiodermatidae. Inga underarter finns listade i Catalogue of Life.